# الخضارية (أولاد اعمر)
الخضارية هو دُوَّار يقع بجماعة سيدي عبد الكريم، إقليم سطات، جهة الدار البيضاء سطات في المملكة المغربية. ينتمي الدوّار لمشيخة أولاد اعمر التي تضم 10 دواوير. يقدر عدد سكانه بـ 71 نسمة حسب الإحصاء الرسمي للسكان والسكنى لسنة 2004.

## روابط خارجية
- البوابة الوطنية للجماعات الترابية
- المندوبية السامية للتخطيط